# Židovska emancipacija
Židovska emancipacija bio je proces unutar raznih država Europe kojim su Židovi dobivali veća građanska prava. To je uključivalo napore unutar židovskih zajednica da se integriraju u svojim društvima kao građani. Proces se događao postupno između kasnog 18. i početka 20. stoljeća. Židovska emancipacija slijedila je doba prosvjetiteljstva, a istodobno je židovsko prosvjetljenje dovodilo do zamjene ili ukidanja prijašnjih diskriminatorskih zakona protiv Židova.
Prije emancipacije većina Židova je živjela u izoliranim područjima na rubu društva. Emancipacija je postala glavni cilj europskih Židova tog doba, koji su djelovali unutar svojih zajednica s ciljem šireg obrazovanja i integracije u društvo. Mnogi su od njih stjecanjem punog građanstva postali politički i kulturno aktivni unutar europskih društava. Selili su se u zemlje koje su omogućavale bolje društvene i gospodarske mogućnosti, poput Ujedinjenog Kraljevstva i SAD-a. Kasnije, pogotovo kad su se suočili s opresivnim režimima poput Ruskog carstva i trajnog antisemitizma, neki su se europski Židovi okrenuli revolucionarnim pokretima poput socijalizma i cionizma.